# Cibojong
Cibojong is een bestuurslaag in het regentschap Serang van de provincie Banten, Indonesië. Cibojong telt 3878 inwoners (volkstelling 2010).